# Татарчук Ігор Борисович
Ігор Борисович Татарчук (нар. 24 червня 1974, м. Житомир, Україна) — український телеведучий, журналіст, ведучий телепередач «Час: Новин» та «Вікно в Європу» на 5-му каналі.

## Життєпис
Ігор Татарчук народився 24 червня 1974 року у місті Житомир Житомирської області України.
Закінчив Житомирський державний педагогічний інститут (1996, спеціальність — вчитель фізики і математики).
Працював репортером та ведучим місцевих новин на першій у Житомирі ФМ радіостанції (1998—2000), редактором, ведучим програми «Медіа-клуб» (2000—2002) та ведучим «Вікон. Опівночі» (2002—2004), «Вікон» (2004—2005) на телеканалі СТБ.
Стажувався у США на телекомпанії CBS у Нью-Йорку, де вивчав редакційний досвід програми «60 Minutes II». Також працював над вивченням роботи громадських мовників у Каліфорнії.
З 2005 року працює ведучим «Часу Новин» на «5 каналі».
З 2024 року Ведучий Суспільне. Студія на Першому.

### Родина та особисте життя
Одружений, виховує сина Єгора.